# Snow-board la Jocurile Olimpice de iarnă din 2018
Probele sportive de snow-board la Jocurile Olimpice de iarnă din 2018 s-au desfășurat în perioada 11-24 februarie 2018 Centrul de sărituri Alpensia și la Phoenix Snow Park.

## Sumar medalii

### Clasament pe țări
| Loc   | Țară                             | Aur | Argint | Bronz | Total |
| ----- | -------------------------------- | --- | ------ | ----- | ----- |
| 1     | Statele Unite ale Americii (USA) | 4   | 2      | 1     | 7     |
| 2     | Canada (CAN)                     | 1   | 2      | 1     | 4     |
| 3     | Franța (FRA)                     | 1   | 1      | 0     | 2     |
| 4     | Cehia (CZE)                      | 1   | 0      | 1     | 2     |
| 5     | Austria (AUT)                    | 1   | 0      | 0     | 1     |
| 5     | Italia (ITA)                     | 1   | 0      | 0     | 1     |
| 5     | Elveția (SUI)                    | 1   | 0      | 0     | 1     |
| 8     | Australia (AUS)                  | 0   | 1      | 1     | 2     |
| 8     | Germania (GER)                   | 0   | 1      | 1     | 2     |
| 10    | China (CHN)                      | 0   | 1      | 0     | 1     |
| 10    | Japonia (JPN)                    | 0   | 1      | 0     | 1     |
| 10    | Coreea de Sud (KOR)              | 0   | 1      | 0     | 1     |
| 13    | Finlanda (FIN)                   | 0   | 0      | 1     | 1     |
| 13    | Marea Britanie (GBR)             | 0   | 0      | 1     | 1     |
| 13    | Noua Zeelandă (NZL)              | 0   | 0      | 1     | 1     |
| 13    | Slovenia (SLO)                   | 0   | 0      | 1     | 1     |
| 13    | Spania (ESP)                     | 0   | 0      | 1     | 1     |
| Total | Total                            | 10  | 10     | 10    | 30    |

### Masculin
| Probă sportivă               | Aur                                               | Aur                             | Argint                                       | Argint                            | Bronz                               | Bronz                           |
| Slalom paralel uriaș detalii | Nevin Galmarini · Elveția (SUI)                   | Nevin Galmarini · Elveția (SUI) | Lee Sang-ho · Coreea de Sud (KOR)            | Lee Sang-ho · Coreea de Sud (KOR) | Žan Košir · Slovenia (SLO)          | Žan Košir · Slovenia (SLO)      |
| Half-pipe detalii            | Shaun White · Statele Unite ale Americii (USA)    | 97,75                           | Ayumu Hirano · Japonia (JPN)                 | 95,25                             | Scotty James · Australia (AUS)      | 92,00                           |
| Big air detalii              | Sébastien Toutant · Canada (CAN)                  | 174,25                          | Kyle Mack · Statele Unite ale Americii (USA) | 168,75                            | Billy Morgan · Marea Britanie (GBR) | 168,00                          |
| Slopestyle detalii           | Redmond Gerard · Statele Unite ale Americii (USA) | 87,16                           | Max Parrot · Canada (CAN)                    | 86,00                             | Mark McMorris · Canada (CAN)        | 85,20                           |
| Snow-board cross detalii     | Pierre Vaultier · Franța (FRA)                    | Pierre Vaultier · Franța (FRA)  | Jarryd Hughes · Australia (AUS)              | Jarryd Hughes · Australia (AUS)   | Regino Hernández · Spania (ESP)     | Regino Hernández · Spania (ESP) |

### Feminin
| Probă sportivă               | Aur                                               | Aur                           | Argint                                            | Argint                                         | Bronz                                           | Bronz                                       |
| Slalom paralel uriaș detalii | Ester Ledecká · Cehia (CZE)                       | Ester Ledecká · Cehia (CZE)   | Selina Jörg · Germania (GER)                      | Selina Jörg · Germania (GER)                   | Ramona Theresia Hofmeister · Germania (GER)     | Ramona Theresia Hofmeister · Germania (GER) |
| Half-pipe detalii            | Chloe Kim · Statele Unite ale Americii (USA)      | 98,25                         | Liu Jiayu · China (CHN)                           | 89,75                                          | Arielle Gold · Statele Unite ale Americii (USA) | 85,75                                       |
| Big air detalii              | Anna Gasser · Austria (AUT)                       | 185,00                        | Jamie Anderson · Statele Unite ale Americii (USA) | 177,25                                         | Zoi Sadowski-Synnott · Noua Zeelandă (NZL)      | 157,50                                      |
| Slopestyle detalii           | Jamie Anderson · Statele Unite ale Americii (USA) | 83,00                         | Laurie Blouin · Canada (CAN)                      | 76,33                                          | Enni Rukajärvi · Finlanda (FIN)                 | 75,38                                       |
| Snow-board cross detalii     | Michela Moioli · Italia (ITA)                     | Michela Moioli · Italia (ITA) | Julia Pereira de Sousa-Mabileau · Franța (FRA)    | Julia Pereira de Sousa-Mabileau · Franța (FRA) | Eva Samková · Cehia (CZE)                       | Eva Samková · Cehia (CZE)                   |